# Campinas Voleibol Clube
O Campinas Voleibol Clube, também conhecido como Vôlei Amil, foi uma equipe brasileira de voleibol feminino da cidade de Campinas que atuou na Superliga Série A nas temporadas 2012/13 e 2013/14.

## Histórico
O Vôlei Amil foi fundado em 2012 pela Amil Participações S.A, com a intenção de investir no vôlei feminino e formar uma juventude próspera em Campinas. O clube contou com grandes contratações com destaque para o técnico tri-campeão olímpico, José Roberto Guimarães e a experiente central Walewska e também a levantadora  campeã olímpica Fernandinha, além das jogadoras estrangeiras: Daymi (ex-Minas) e a revelação européia Elitsa Vasileva, jogadora da Seleção Búlgara. Para temporada da superliga 2013/14 a equipe foi mais reforçada, já com a saída de Daymi Ramirez, Elitsa Vasileva, Suellen, e Fernandinha. O time contou com  grandes reforços; Tandara Caixeta (ex-Sesi) e Natália Pereira (ex-Unilever), duas jogadoras muito conhecidas pela potência no ataque, ambas campeãs olimpícas em 2012, também contratou a jogadora da  Seleção Norte Americana, Kristin Hildebrand Richards, a Libero Michelle Daldegan, a Central Carol Gattaz e a Levantadora Claudinha(ex- Minas). Encerrou suas atividades após retirada do patrocínio da Amil em maio de 2014.
Em 2023, um novo Campinas Vôlei foi criado por intermédio da jogadora Tandara Caixeta, sendo inscrito na Federação Paulista em nome de sua fundação Instituto Tandara Caixeta. O elenco contava com as jogadoras da seleção Jaqueline Carvalho, Mari Paraíba, e Fabíola, além de Saraelen Lima, Mari Casas, Karina Schossler, Mari Blum e Júlia Fahel. Jogou o Campeonato Paulista de Voleibol Feminino de 2023, ficando em quinto lugar. Ás vésperas da Superliga C, o Campinas estava cheio de dívidas e com os salários atrasados, e incapaz de conseguir patrocínios para sanar os problemas financeiros, acabaria encerrando as atividades e dispensando seu elenco.

## Resultados Obtidos
- 2012-13:   - Vice-campeão paulista (final contra o Sollys Osasco, 2-0 na série).

- 3º lugar na Superliga (eliminado nas semifinais pelo Sollys Osasco, 2-0 na série). 
- 2013-14:   - 3° lugar no Campeonato Paulista (sendo eliminado na semifinal pelo Sesi-SP, 2-0 na série).

- 4° lugar na Copa do Brasil de Voleibol ( sendo eliminado na semifinal pelo Molico Osasco).
- 4° lugar na Superliga (eliminado nas semifinais pelo Unilever/ Rio de Janeiro, 2-0 na série).
- 2023 - 5° lugar no Campeonato Paulista

## Elenco

### Temporada 2013/2014
Relacionadas para a disputa da Superliga Série A 2013/2014 pelo Vôlei Amil :